# Santa Teresita de Don Diego
Santa Teresita de Don Diego är en ort i Mexiko.   Den ligger i kommunen San Miguel de Allende och delstaten Guanajuato, i den centrala delen av landet, 240 km nordväst om huvudstaden Mexico City. Santa Teresita de Don Diego ligger 1 896 meter över havet och antalet invånare är 1 487.
Terrängen runt Santa Teresita de Don Diego är kuperad åt sydost, men åt nordväst är den platt. Runt Santa Teresita de Don Diego är det ganska tätbefolkat, med 96 invånare per kvadratkilometer. Närmaste större samhälle är San Miguel de Allende, 5,3 km nordost om Santa Teresita de Don Diego. Trakten runt Santa Teresita de Don Diego består i huvudsak av gräsmarker.